# William Allen (politikus)
William Allen (Edenton, 1803. december 18. – Chillicothe, 1879. július 11.) az Amerikai Egyesült Államok szenátora (Ohio, 1837–1849).